# Oessaare
Oessaare is een plaats in de Estlandse gemeente Saaremaa, provincie Saaremaa. De plaats heeft de status van dorp (Estisch: küla) en telt 10 inwoners (2021).
Tot in oktober 2017 behoorde Oessaare tot de gemeente Valjala. In die maand werd Valjala bij de fusiegemeente Saaremaa gevoegd.
Oessaare ligt aan het meer Oessaare laht (1,3 km² groot), dat een restant is van een baai. De rivier Lõve stroomt door het meer.

## Geschiedenis
Oessaare werd in 1731 voor het eerst genoemd onder de naam Oiesare Tiel, een boerderij op het landgoed van Uue-Lõve. Het landgoed behoorde toe aan de Ridderschap van Ösel (de Duitse naam voor Saaremaa). Tussen 1977 en 1997 hoorde Oessaare bij het buurdorp Siiksaare.